# Germain Arena
Germain Arena est une salle omnisports située à Estero, dans l'État de Floride. L'arène est principalement utilisée pour les rencontres de hockey sur glace et les concerts.
Elle a été la patinoire des Everblades de la Floride de l'East Coast Hockey League depuis 1998 ainsi que le terrain de jeu des Firecats de la Floride de l'Af2 de 2001 à 2009, puis du Flame de la Floride de la NBA Development League entre 2004 et 2006. Germain Arena a une capacité de 7 082 places pour le hockey sur glace et 8 284 places assises au maximum pour les concerts.

## Histoire
Germain Arena est inauguré en novembre 1998 pour un coût de construction de $22 millions de dollars.
Comme salle de concert, Germain Arena peut asseoir entre 7 380 et 8 284 spectateurs, selon le positionnement de la scène.
Germain Arena accueille régulièrement une grande variété d'événements tels que le Ringling bros. and Barnum & Bailey circus, des concerts incluant beaucoup de genres musicaux, des monte du taureau, des expositions, et des combats de catch, boxe, et arts martiaux mixtes.